# Nasi Lera
Nasi Lera (ur. 22 września 1944 w Korczy) – albański tłumacz i scenarzysta. Studiował albanistykę na Uniwersytecie w Tiranie.
Przetłumaczył na język albański między innymi utwór Zwycięzca nie bierze nic autorstwa Ernesta Hemingwaya oraz kilka powieści noblisty José Saramago, a za swoje utwory został uhonorowany licznymi krajowymi nagrodami literackimi.

## Wybrane książki[3]
- Kishim një ëndërr
- Era e pishave (1976)
- Ditë nga ky shekull: tregime e novela (1979)[1]
- Duaje emrin tënd (1983)
- Tregime të zgjedhura (1985)
- Treni ecte drejt dëborës (1986)
- Nata e premierës (1990)
- Ana Zh. (1995)
- Ulërima e heshtur (1996)[1]
- Të gjithë premtojnë Parisin (2015)